# Gare de Changsha
La gare de Changsha est une gare ferroviaire chinoise situé à Changsha, capitale de la province du Hunan. Elle a été ouvert en 1912 et a été reconstruite en 1977.
C'est la gare centrale de Changsha, la gare de Changsha-Sud, plus récente est une gare utilisée principalement pour les TGV.